# Едвін фон Штюльпнагель
Едвін Оттомар фон Штюльпнагель (нім. Edwin Ottomar von Stülpnagel; 24 листопада 1876, Берлін — 6 березня 1933, Берлін) — німецький штабний офіцер, генерал піхоти рейхсверу. Кавалер ордена Pour le Mérite.

## Біографія
Син оберста Прусської армії Отто фон Штюльпнагеля (1822–1899) і його дружини Іди, уродженої Міхаеліс (1856–1909). 10 червня 1893 року вступив в 2-й гвардійський піхотний полк. В 1902 році направлений у Військову академію, в жовтні 1906 року — у Великий Генштаб, на початку 1909 року — в Генштаб 3-го армійського корпусу. З 1 жовтня 1911 року — командир роти 4-го померанського піхотного полку «фон Борке» №21. В 1913 року призначений в штаб 16-ї дивізії. Учасник Першої світової війни. З вересня 1918 року — начальник закордонного відділу Верховного головнокомандування сухопутних військ.
Після війни командував різними добровольчими частинами. Після демобілізації армії залишений в рейхсвері і в 1919 році призначений командиром 2-го батальйону 17-го піхотного полку, потім служив в 6-му піхотному полку. 1 грудня 1920 року вступив переведений в штаб 4-го піхотного полку, з 1 листопада 1922 року — командир полку. З 1 червня 1926 по 31 грудня 1928 року — командир 5-ї дивізії і командувач піхотою 5-го військового округу. З 1 січня 1929 року — командир 4-ї дивізії і командувач 4-м військовим округом. 31 жовтня 1931 року вийшов у відставку. З 1932 року — виконавчий директор Імперської опікунської ради з навчання молоді.
Був похований на цвинтарі Старого собору Святого Маттеуса в Берліні. Могила не збереглася.

## Сім'я
16 лютого 1928 року одружився в Штутгарті з дочкою фабриканта Мамі Барайсс (16 серпня 1891, Геппінген — 3 липня 1981, Штутгарт).

## Звання
- Фанен-юнкер (10 червня 1893)
- Другий лейтенант (18 жовтня 1894)
- Гауптман (18 жовтня 1907)
- Майор (22 квітня 1914)
- Оберстлейтенант (30 листопада 1920)
- Оберст (1 січня 1922)
- Генерал-майор (1 жовтня 1926)
- Генерал-лейтенант (1 листопада 1928)
- Генерал піхоти запасу (31 жовтня 1931)

## Нагороди
- Столітня медаль
- Орден Червоного орла 4-го класу
- Орден Корони (Пруссія) 4-го класу
- Залізний хрест 2-го і 1-го класу
- Орден «За військові заслуги» (Баварія) 3-го класу з мечами і короною
- Орден «За військові заслуги» (Вюртемберг), лицарський хрест
- Медаль «За відвагу» (Гессен)
- Хрест «За військові заслуги» (Мекленбург-Шверін) 2-го і 1-го класу
- Хрест «За військові заслуги» (Австро-Угорщина) 3-го класу з військовою відзнакою
- Королівський орден дому Гогенцоллернів, лицарський хрест з мечами
- Pour le Mérite (4 серпня 1918) — як начальник Генштабу 6-го резервного корпусу.
- Хрест «За вислугу років» (Пруссія)